# Robert Greifeld
Robert Greifeld (nacido en 1957) es un empresario estadounidense y actual director ejecutivo (CEO) del índice NASDAQ, el mercado de valores más grande de Estados Unidos.

## Biografía
Greifeld nació en Queens, Nueva York, de una madre italiana y un padre de ascendencia irlandesa. Obtuvo primero el grado en Empresas en la Universidad de Nueva York y posteriormente el BA en Inglés en el Iona College, Estado de Nueva York. Greifeld reside con su mujer y familia en Westfield (Nueva Jersey).

## Trayectoria
Con más de 20 años en empresas tecnológicas, creó varias empresas de electrónica y nuevos sistemas tecnológicos. Comenzó su carrera en la década de 1980 como director de distrito de Unisys. De allí pasó a Clearance Inc. y posteriormente a Sunguard. En abril de 2003, Greifeld era un vicepresidente ejecutivo de SunGard, una empresa de ordenadores estadounidense con ventas superiores a $6.200 millones.

### Presidencia de NASDAQ
En abril de 2003, Greifeld es nombrado presidente y CEO de NASDAQ, el nuevo índice tecnológico de la bolsa de Nueva York que había sido creado unos años antes, en 2000. Greifeld llevó el índice a un crecimiento sostenido y en 2006 NASDAQ-OMX supera en valor a todos los índices conocidos hasta el momento.
Bajo su mandato, NASDAQ lanzó una oferta (OPA) por la totalidad de las acciones de la Bolsa de Londres en marzo de 2006. Tras el rechazo del London Stock Exchange (LSE), Nasdaq Stock Market compró en el mercado libre el 22,7% de la Bolsa londinense.
En mayo de 2007, NASDAQ adquiere el operador bursátil OMX con sede en Estocolmo, propietario de seis bolsas de los países nórdicos y bálticos. La operación, valorada en 2.800 millones de euros (cerca de 3.670 millones de dólares), hacía posible que la compañía estadounidense se instalara Europa. Desde ese momento, el nuevo grupo bursátil se llamará Nasdaq OMX y contará con 2.349 empleados en 22 países y unos ingresos estimados en unos 1.600 millones de euros anuales (unos 1.200 millones de dólares), según un comunicado del grupo.
Greifeld es un defensor de los mercados de capitales eficaces, optimización de los controles y apoyo a la innovación y crecimiento empresariales. Es miembro del Comité de Control del Mercado de Capitales de Estados Unidos.